# 驹跋
驹跋，是中国传说，在丹丘之地喜欢制造玛瑙器具的一个夜叉,尤其喜欢用红色的玛瑙来制造瓮碗。它不轻易露形,有人遇到它,它就会倏然隐去,亦从不向人作祟作害。人要让它制造玛瑙器具,不是用法术驱遣它的,而是将玛瑙放在一间暗室之中。记载于《拾遺記.高辛》。

## 其他引用
世說新語．續世說，另有“謂之驢駒跋蹷、瑄竟不答。”

## 参看
中国妖怪列表